# Кхъ
Кхъ – trójznak cyrylicy używany w języku kabardyjskim do zapisu głoski [q].